# Oratorio di Nostra Signora del Rosario (Calangianus)
L'oratorio di Nostra Signora del Rosario è un edificio religioso situato a Calangianus, cittadina gallurese.

## Storia
Sede dell'omonima confraternita fondata nel 1626, l'oratorio di Nostra Signora del Rosario viene citato per la prima volta nel 1741, per quanto la sua costruzione risalga al settimo decennio del Seicento. Situato a destra della chiesa parrocchiale di Santa Giusta, è l'edificio più recente del complesso monumentale. Ospita oggi il Museo Diocesano di Arte Sacra, il quale propone una ricca collezione di pezzi dei secoli tra il XVI e il XVIII, con prevalenza di oggetti liturgici e dipinti.

## Descrizione
L'intero è costituito da un'unica navata, divisa da un arco a tutto sesto in due campate. Copertura lignea a doppio spiovente. L'aula
è chiusa da un presbitero rettangolare con volta a botte.

## Il museo
I locali dell'oratorio ospitano il Museo diocesano di arte sacra "Santa Giusta". Il museo fa parte del Museo della Diocesi di Tempio-Ampurias, caratterizzato da una dislocazione multipla: Calangianus, Castelsardo, La Maddalena, Martis, Nulvi e Perfugas. Fondato nel 2001, è situato nei locali dell'oratorio di Nostra Signora del Rosario, adiacente alla chiesa parrocchiale. Il museo offre al visitatore una ricca ed ampia collezione di pezzi del XVI-XVIII secolo, oltre a documenti del XVII secolo, vesti antiche realizzate in seta ed oro ed una ricca quadreria del XIX secolo. In ogni visita vengono presentate, attraverso un video o una lettura, storie religiose riguardanti la cittadina di Calangianus, tra le tante la leggenda di Bonaventura, l'assassinio di Fra Tommaso di Calangianus a Damasco e la lunga azione dei Padri Cappuccini, ricca di illustri personaggi. Buona parte del tesoro del Museo Diocesano di Arte Sacra di Calangianus è stato donato da Padre Bonaventura da Calangianus.